# Daniel Wessig
Daniel Wessig (* 31. Januar 1988 in Schwerin) ist ein ehemaliger deutscher Handballspieler, der mehrere Spielzeiten in der Bundesliga auflief.

## Karriere
Wessig lief von 2007 bis 2010 beim THW Kiel auf und hatte zugleich eine Förderlizenz für den TSV Altenholz, bis die Kooperation 2009 eingestellt wurde. Wessig spielte auf der Position Rückraum links. Anschließend stand er beim HSC 2000 Coburg und beim HBW Balingen-Weilstetten unter Vertrag, von wo er zur Saison 2014/15 zum TV 1893 Neuhausen wechselte. 2016 beendete er seine Karriere.
Der Bankkaufmann hat 29 Länderspiele für die Jugendnationalmannschaft bestritten und bei der U18-Europameisterschaft in Estland im Jahr 2006 teilgenommen. Mit der Junioren-Auswahl gewann er 2009 die Weltmeisterschaft.

## Privates
Sein Vater ist Gerd Wessig, Olympiasieger im Hochsprung bei den Olympischen Spielen 1980. Seine Mutter Christine Schima wurde bei den Leichtathletik-Europameisterschaften 1982 Siebte im Weitsprung.

## Bundesligabilanz
| Saison    | Verein                   | Spielklasse | Spiele | Tore | 7-Meter | Feldtore |
| --------- | ------------------------ | ----------- | ------ | ---- | ------- | -------- |
| 2007/08   | THW Kiel                 | Bundesliga  | 01     | 0    | 0       | 0        |
| 2008/09   | THW Kiel                 | Bundesliga  | 14     | 02   | 0       | 02       |
| 2009/10   | THW Kiel                 | Bundesliga  | 06     | 0    | 0       | 0        |
| 2010/11   | HBW Balingen-Weilstetten | Bundesliga  | 15     | 03   | 0       | 03       |
| 2011/12   | HBW Balingen-Weilstetten | Bundesliga  | 30     | 10   | 0       | 10       |
| 2012/13   | HBW Balingen-Weilstetten | Bundesliga  | 33     | 05   | 1       | 04       |
| 2007–2013 | gesamt                   | Bundesliga  | 99     | 20   | 1       | 19       |